# إيميلي ساندي

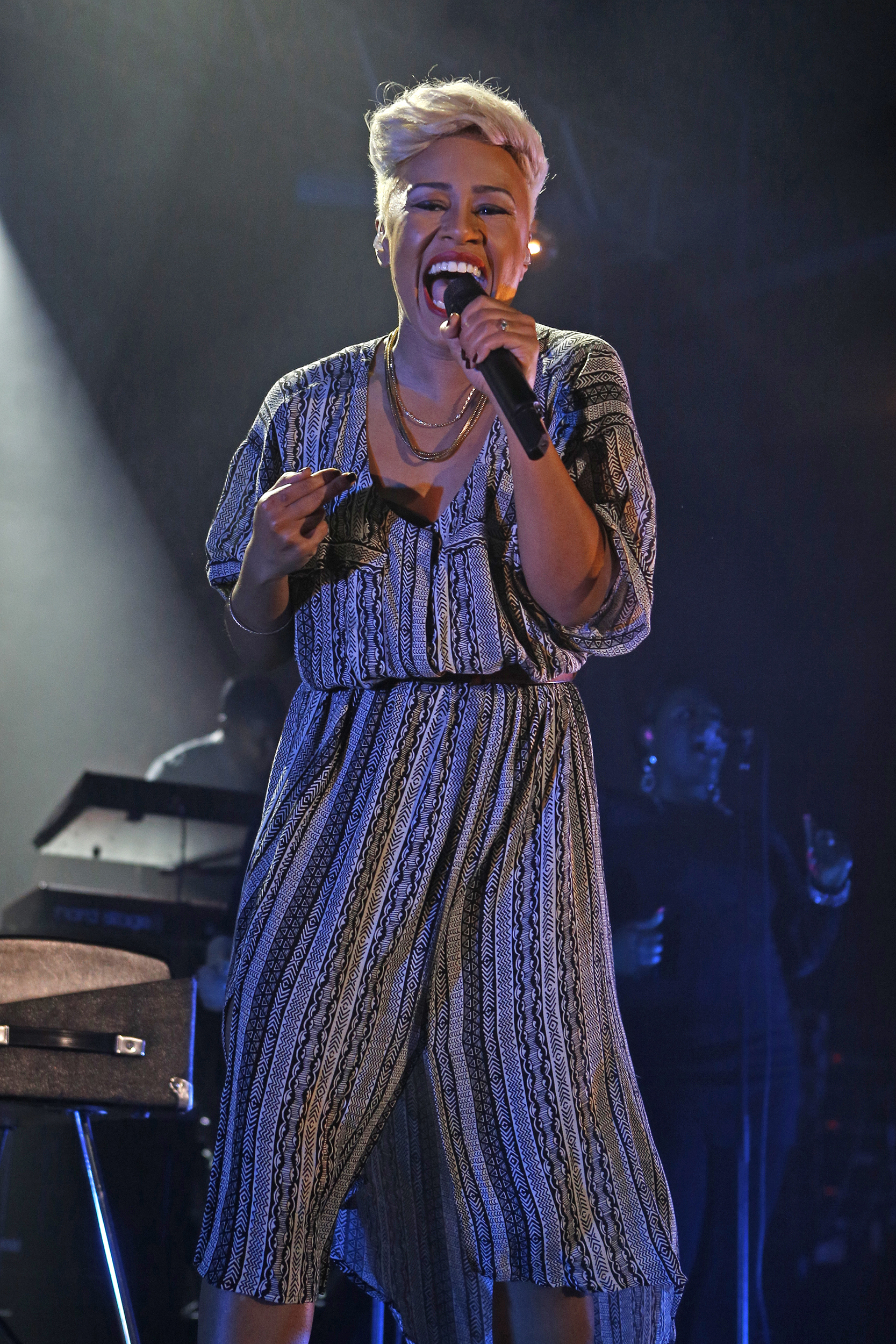
إيميلي ساندي في 2013

وإسمها الكامل إديل إيميلي ساندي (بالإنجليزية: Adele Emily Sande)‏ وإسمها الفني إيميلي ساندي (بالإنجليزية: Emeli Sandé)‏ وهي مغنية وكاتبة أغاني وموسيقية إنكليزية المولد إسكتلندية الأصل بريطانية ولدت في 10 مارس 1987 في مدينة سندرلاند في المملكة المتحدة، أما أصولها فتنحدر من ألفورد من اسكتلندا المملكة المتحدة وهي مغنية آر أند بي وبوب.ا أحيت حفل أولمبياد 2012 وغنت ذات مرة أمام باراك أوباما في البيت الأبيض راضية عن مظهرها.

## روابط خارجية
- إيميلي ساندي على موقع IMDb (الإنجليزية)
- إيميلي ساندي على موقع ميتاكريتيك (الإنجليزية)
- إيميلي ساندي على موقع روتن توميتوز (الإنجليزية)
- إيميلي ساندي على موقع ألو سيني (الفرنسية)
- إيميلي ساندي على موقع ميوزك برينز (الإنجليزية)
- إيميلي ساندي على موقع رولينغ ستون (الإنجليزية)
- إيميلي ساندي على موقع أول ميوزيك (الإنجليزية)
- إيميلي ساندي على موقع ديسكوغز (الإنجليزية)
- إيميلي ساندي على موقع قاعدة بيانات الفيلم (الإنجليزية)
- إيميلي ساندي على موقع ليتربوكسد (الإنجليزية)